# 北消防署 (札幌市)

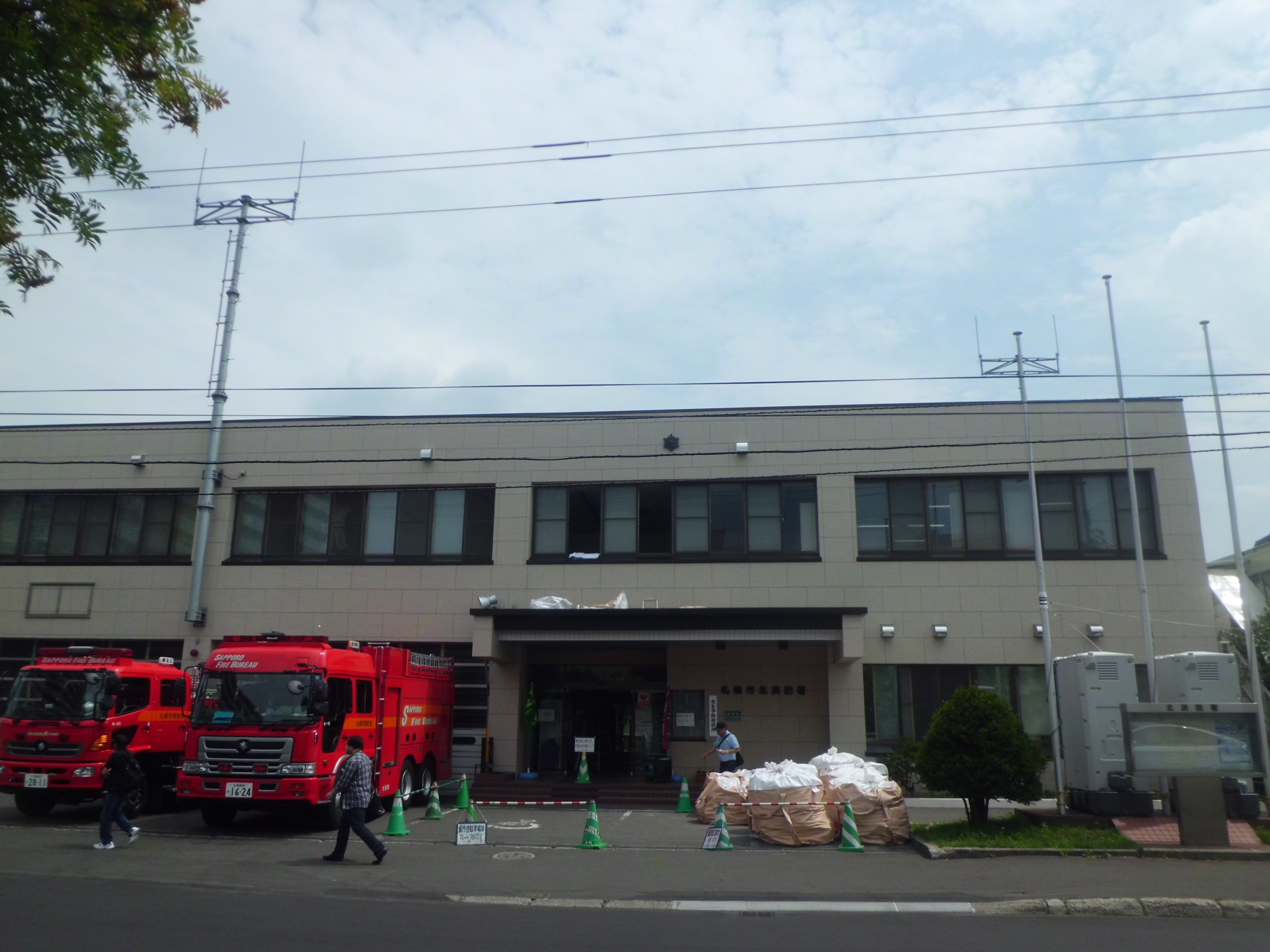
札幌市北消防署

北消防署（きたしょうぼうしょ）は北海道札幌市北区北24条西8丁目にある、札幌市消防局の消防署である。

## 消防署の機構と事務分掌
- 予防課－庶務係、防火推進係、指導担当係長
- 警防課－消防一係・消防二係、救急一・二担当係長

## 設置部隊
- 指揮隊
- 水槽隊
- 救急隊
- 高度救助隊

## 出張所
- あいの里（あいの里2条1丁目）
- 篠路（篠路3条4丁目）
- 屯田（屯田5条10丁目）
- 新琴似（新琴似8条4丁目）
- 新光（新琴似1条12丁目）
- 新川（新川1条3丁目）
- 幌北（北15条西5丁目）

## 交通機関
札幌市営地下鉄
南北線北24条駅1番出口
北海道中央バス
北消防署下車